# Spermacoce microcephala
Spermacoce microcephala là một loài thực vật có hoa trong họ Thiến thảo. Loài này được A.Rich. miêu tả khoa học đầu tiên năm 1850.